# Buntaran (Tandes)
Buntaran is een bestuurslaag in het regentschap Soerabaja van de provincie Oost-Java, Indonesië. Buntaran telt 2044 inwoners (volkstelling 2010).